# Mistrovství světa juniorů v biatlonu 2016
Mistrovství světa juniorů v biatlonu 2016 se konalo od 27. ledna do 2. února 2016 v rumunském Cheile Grădiştei. Jednalo se o první juniorský šampionát konající se na rumunském území. Na programu zde byly štafety, závody ve sprintech, stíhací závody a vytrvalostní závody.

## Program
Program podle oficiálních stránek.
| Den | Datum     | Disciplína | Začátek (SEČ)                     | Počet závodníků |
| --- | --------- | ---------- | --------------------------------- | --------------- |
| St  | 27. ledna | 10:30      | Vytrvalostní závod (dorostenkyně) | 91              |
| St  | 27. ledna | 13:30      | Vytrvalostní závod (dorostenci)   | 99              |
| Čt  | 28. ledna | 09:00      | Vytrvalostní závod (juniorky)     | 67              |
| Čt  | 28. ledna | 12:30      | Vytrvalostní závod (junioři)      | 102             |
| Pá  | 29. ledna | 09:00      | Sprint (dorostenkyně)             | 91              |
| Pá  | 29. ledna | 12:30      | Sprint (dorostenci)               | 97              |
| So  | 30. ledna | 09:00      | Sprint (juniorky)                 | 66              |
| So  | 30. ledna | 12:30      | Sprint (junioři)                  | 102             |
| Ne  | 31. ledna | 09:00      | Stíhací závod (dorostenkyně)      | 60              |
| Ne  | 31. ledna | 10:00      | Stíhací závod (juniorky)          | 58              |
| Ne  | 31. ledna | 12:30      | Stíhací závod (dorostenci)        | 60              |
| Ne  | 31. ledna | 13:30      | Stíhací závod (junioři)           | 58              |
| Po  | 1. února  | 09:00      | Štafeta (dorostenkyně)            | 19 týmů         |
| Po  | 1. února  | 12:30      | Štafeta (dorostenci)              | 21 týmů         |
| Út  | 2. února  | 09:00      | Štafeta (juniorky)                | 16 týmů         |
| Út  | 2. února  | 12:30      | Štafeta (junioři)                 | 21 týmů         |

## Medailisté

### Junioři
| Disciplína                 | Zlato                                                              | Výkon                             | Stříbro                                                       | Výkon                                                     | Bronz                                                   | Výkon                                                     |
| Vytrvalostní závod (15 km) | Felix Leitner                                                      | 41:55,4 (0+1+0+0)                 | Andrea Baretto                                                | 43:46,2 (0+0+0+0)                                         | Sean Doherty                                            | 43:56,5 (0+0+1+1)                                         |
| Sprint (10 km)             | Felix Leitner                                                      | 26:27,1 (0+1)                     | Sean Doherty                                                  | 26:38,6 (1+1)                                             | David Zobel                                             | 27:06,4 (0+1)                                             |
| Stíhací závod (12,5 km)    | Sean Doherty                                                       | 36:01,1 (0+1+1+0)                 | Nikita Poršněv                                                | 36:30,7 (1+0+0+0)                                         | Felix Leitner                                           | 36:39,9 (0+0+1+2)                                         |
| Štafeta (4×7,5 km)         | RuskoDmitrij Šamajev Viktor Plitcev Nikita Poršněv Kirill Strelcov | 1:23:56,7 (0+0) (0+0) (0+0) (0+2) | NěmeckoMarco Gross David Zobel Lars-Erik Weick Dominic Reiter | 1:25:56,3 (0+0) (0+0) (0+3) (0+1) (0+1) (0+2) (0+0) (0+1) | ČeskoDavid Tolar Milan Žemlička Ondřej Hošek Jan Burian | 1:27:02,5 (0+0) (0+0) (0+1) (0+2) (0+0) (0+1) (0+0) (0+2) |

### Juniorky
| Disciplína                   | Zlato                                                                                  | Výkon                                       | Stříbro                                               | Výkon                           | Bronz                                                              | Výkon                                       |
| Vytrvalostní závod (12,5 km) | Susanna Kurzthalerová                                                                  | 37:57,2 (0+0+0+0)                           | Anastasija Merkušinová                                | 38:05,8 (0+1+0+0)               | Julia Schwaigerová                                                 | 38:45,6 (0+0+0+0)                           |
| Sprint (7,5 km)              | Hanna Öbergová                                                                         | 21:18,1 (0+0)                               | Lena Häckiová                                         | 21:18,7 (0+2)                   | Anna Magnussonová                                                  | 21:30,5 (0+1)                               |
| Stíhací závod (10 km)        | Hanna Öbergová                                                                         | 33:16,8 (0+0+0+0)                           | Lena Häckiová                                         | 33:30,5 (0+2+3+1)               | Chloé Chevalierová                                                 | 33:58,7 (2+0+0+0)                           |
| Štafeta (3×6 km)             | NorskoJAnne Marit Bredalenová Turi Storstrøm Thoresenová Ingrid Landmark Tandrevoldová | 55:26,3 (0+0) (0+0) (0+1) (0+1) (0+1) (0+2) | ŠvédskoAnna Magnussonová Sofia Myhrová Hanna Öbergová | 55:41,9 (0+0) (0+1) (0+0) (0+2) | RakouskoSusanna Kurzthalerová Julia Schwaigerová Simone Kupfnerová | 56:21,8 (0+0) (0+2) (0+0) (0+0) (0+2) (0+3) |

### Dorostenci
| Disciplína                   | Zlato                                                          | Výkon                                       | Stříbro                                             | Výkon                                         | Bronz                                                | Výkon                                         |
| Vytrvalostní závod (12,5 km) | Harald Øygard                                                  | 37:00,3 (0+1+0+0)                           | Aleksander Fjeld Andersen                           | 37:41,1 (1+0+0+0)                             | Michael Durand                                       | 38:10,3 (0+0+0+0)                             |
| Sprint (7,5 km)              | Igor Malinovskij                                               | 20:32,9 (1+0)                               | Endre Strømsheim                                    | 20:59,2 (0+0)                                 | Vječeslav Maljev                                     | 21:00,3 (1+1)                                 |
| Stíhací závod (10 km)        | Vječeslav Maljev                                               | 30:14,0 (0+0+1+1)                           | Igor Malinovskij                                    | 31:21,6 (2+1+2+2)                             | Harald Øygard                                        | 31:27,4 (1+0+0+1)                             |
| Štafeta (3×7,5 km)           | NorskoEndre Strømsheim Aleksander Fjeld Andersen Harald Øygard | 59:30,6 (0+1) (0+2) (0+1) (0+1) (0+0) (0+3) | RuskoJegor Tutmin Vječeslav Maljev Igor Malinovskij | 1:00:09,7 (0+0) (0+0) (0+0) (0+3) (0+0) (0+2) | ItálieMichael Durand Peter Tumler Daniele Cappellari | 1:01:37,5 (0+0) (0+1) (0+2) (0+2) (0+1) (0+0) |

### Dorostenkyně
| Disciplína                 | Zlato                                                            | Výkon                           | Stříbro                                                  | Výkon                                       | Bronz                                                                    | Výkon                                       |
| Vytrvalostní závod (10 km) | Marina Sauterová                                                 | 35:14,2 (0+1+1+0)               | Myrtille Begueová                                        | 35:16,2 (0+1+0+1)                           | Markéta Davidová                                                         | 35:26,9 (0+1+2+0)                           |
| Sprint (6 km)              | Karoline Erdalová                                                | 18:17,7 (0+1)                   | Emilie Ågheim Kalkengergová                              | 18:46,2 (0+1)                               | Anna Kryvonosová                                                         | 18:50,1 (0+1)                               |
| Stíhací závod (7,5 km)     | Arina Pantovová                                                  | 27:15,2 (1+0+0+0)               | Anna Kryvonosová                                         | 27:18,6 (0+0+1+2)                           | Marina Sauterová                                                         | 28:18,1 (0+1+0+1)                           |
| Štafeta (3×6 km)           | RuskoJaroslava Pervakovová Valerija Vasnecovová Polina Ševninová | 55:33,8 (0+0) (0+2) (0+2) (0+1) | ČeskoNatálie Jurčová Markéta Davidová Tereza Vinklárková | 55:58,4 (0+3) (0+1) (0+0) (0+1) (0+1) (0+0) | NorskoKristina Skjevdalová Emilie Ågheim Kalkengergová Karoline Erdalová | 56:21,9 (0+1) (0+3) (0+2) (1+3) (0+0) (0+2) |

## Medailové pořadí

### Medailové pořadí zemí
| Pořadí | Země       | Zlato | Stříbro | Bronz | Celkově |
| ------ | ---------- | ----- | ------- | ----- | ------- |
| 1.     | Norsko     | 4     | 3       | 2     | 9       |
| 2.     | Rusko      | 4     | 3       | 1     | 8       |
| 3.     | Rakousko   | 3     | 0       | 3     | 6       |
| 4.     | Švédsko    | 2     | 1       | 1     | 4       |
| 5.     | Německo    | 1     | 1       | 2     | 4       |
| 6.     | USA        | 1     | 1       | 1     | 3       |
| 7.     | Kazachstán | 1     | 0       | 0     | 1       |
| 8.     | Ukrajina   | 0     | 2       | 1     | 3       |
| 9.     | Švýcarsko  | 0     | 2       | 0     | 2       |
| 10.    | Itálie     | 0     | 1       | 2     | 3       |
| 10.    | Česko      | 0     | 1       | 2     | 3       |
| 12.    | Francie    | 0     | 1       | 1     | 2       |
|        | Celkem     | 16    | 16      | 16    | 48      |